# Lopito Feijóo
Lopito Feijóo (29 de setembro de 1963 como João André da Silva Feijó, Lombe, Malanje, Angola ) é um escritor e crítico literário angolano de língua portuguesa.  Estudou na Universidade Agostinho Neto em Luanda. 
Lopito Feijóo escreve poesia usando formas novas.  Pertence a uma geração de poetas angolanos cujos temas “giram em torno das relações, do amor e das complexidades da vida”. 
Teve uma contribuição ativa na organização do processo literário angolano e foi membro fundador de várias organizações, incluindo a Brigada Jovem de Literatura Angolana. É membro da União dos Escritores Angolanos e presidente da Sociedade Angolana do Direito de Autor (SADIA). 

## Obras
- Cartas de Amor (1990);
- Doutrina com fabulações (2019);
- Doutrina dos pitós (2022).